# اکسیژن تاریک

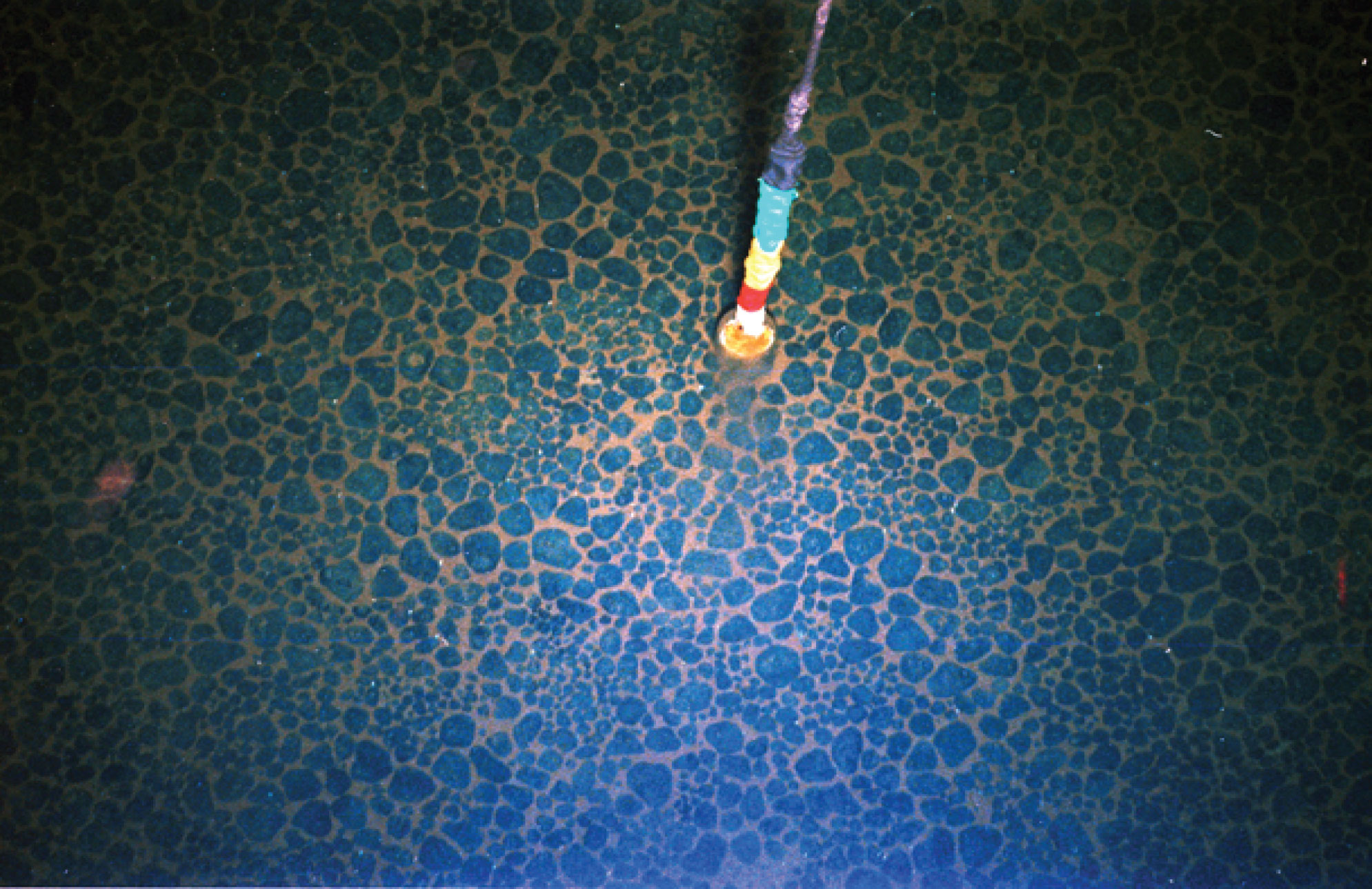
بستری از گره‌های منگنز در سواحل جزایر کوک

اکسیژن تاریک یا اکسیژن مولکولی (انگلیسی: Dark oxygen) (O2) اکسیژنی است که در ژرفای اقیانوس‌ها یافت می‌شود؛ به آن اندازه عمیق که نور نمی‌تواند به آن عمق نفوذ کند، در نتیجه امکان تولید آن توسط فرایند فتوسنتز از بین می‌رود.
اکسیژن تاریک توسط گره‌های چندفلزی در نواحی ژرف اقیانوس زیر ۴٬۰۰۰ متر (۱۳٬۰۰۰ فوت) توسط
فرایند الکترولیز، فرایند جداسازی آب به اکسیژن و هیدروژن با جریان الکتریکی تولید می‌شود.
اندرو سویتمن، دانشمند انجمن علوم دریایی اسکاتلند، در حال مطالعهٔ منطقه کلاریون-کلیپرتون، منطقه‌ای بین هاوایی و مکزیک بود؛ زمانی که تیم او این کشف را در سال ۲۰۲۴ اعلام کرد.
این کشف، این نظریهٔ دیرینه را به چالش می‌کشد که تمام دگرشکلی‌های اکسیژن در ابتدا توسط فتوسنتز تولید شده است.این مطالعه در مجله نیچر ژئوساینس منتشر شد.

## کشف

### فرایند شیمیایی
فرایند فرضی توصیف شده برای تولید اکسیژن تاریک به عنوان الکترولیز آب دریا شناخته می‌شود. در این فرایند شیمیایی، ولتاژ تنها ۱٫۵ ولت برای شروع جداسازی هیدروژن و اکسیژن از طریق الکترولیز کافی است.
بالاترین ولتاژ مشاهده شده در طول این سفر تحقیقاتی ۰٫۹۵ ولت بود. اما فرضیه کار این است که آب دریا و فلزات کمیاب در اعماق اقیانوس به عنوان یک باتری شیمیایی عمل می‌کنند.بررسی نیچر ژئوساینس به این موضوع نمی‌پردازد که مواد لازم برای ادامهٔ کار باتری چگونه تأمین می‌شود و هویت تداوم منابع ترمودینامیکی کدام است.